# Brita Horn-Heybroek
Viveca Brita Anna Sophia Horn-Heybroek, född 1904 i Bårslöv, Skåne, död 1986, var en svensk målare. 
Hon studerade på konstakademien i Stockholm och  i Nederländerna, Belgien, Frankrike och Italien. Hon målade figurmotiv, landskap och djurmotiv i olja och pastell. Hon gav 1939 ut boken Folk och färg med teckningar. Hon var gift med konstnären Folke Heybroek.